# Chaillot
Chaillot (Quartier de Chaillot) è il 64º quartiere amministrativo di Parigi, situato nel XVI arrondissement, nella parte ovest della città, sulla collina di Chaillot. Ha origine dal villaggio omonimo il cui territorio parrocchiale, grande il doppio dell'attuale quartiere, copriva, oltre al XVI arrondissement a nord di rue des Carrières a Passy e ad est di rue Léonard de Vinci, a sud dell'VIII arrondissement, conosciuto come faubourg de la Conférence, dall'attuale place de l'Étoile alle rive della Senna a est di un Bois de Boulogne, all'epoca più esteso, tra il cimitero di Passy compreso e sino alla Concorde.

## Etimologia
Il primo riferimento a Chaillot è relativo alla sua chiesa, Ecclesia de Caleio, e si trova in una bolla di Papa Urbano II del 1097, che la cita come donata al Priorato di Saint-Martin-des-Champs da re Enrico I di Francia (1060), che la fece ricostruire dopo che i Normanni l'avevano distrutta.
Nei successivi documenti scritti in latino la località varia in Callevio, Calloio, Challoio, Calloium e anche Chalouel o, nel XIII secolo, Chailloel.
In francese, nel XIV secolo, era spesso scritta «Chailluyau», e nel XV secolo «Chailluyau», «Chaleau», «Chayoux» o «Chailliau».
L'etimologia di «Chaillot» ha una radice celtica o gallica, «chal» o «cal», con il significato di «sassoso».

## Posizione
Chaillot si trova ai margini del meandro di Boulogne della Senna su un sottosuolo di calcare grossolano dell'era terziaria («pietra di Parigi»), il Luteziano, con uno spessore da 20 a 30 metri sormontato da un banco di pietra di 7 metri sfruttato sin dall'epoca gallo-romana per la costruzione degli edifici parigini. Una piattaforma calcarea, la collina di Chaillot, si estende dalla «butte de l'Étoile» e dintorni (quartiere di Ternes e parte alta del Faubourg-du-Roule) sino alla rue du Ranelagh nel quartiere della Muette, ex comune di Passy. Questa piattaforma è stata parzialmente livellata, in particolare la butte de l'Étoile e la place du Trocadéro, ma questo rilievo è ancora ben visibile sopra i giardini del Trocadéro e sui pendii delle strade su entrambi i lati di rue Lauriston, ex chemin du Bel Air, che costituisce una linea di cresta che dominava il villaggio, allungata lungo una strada nel luogo dell'attuale rue Chaillot e i suoi prolungamenti a sud-ovest (rue des Batailles, soppressa da avenue d'Iéna, da place d'Iéna ai giardini del Trocadéro) e a nord-est (attuale rue Quentin-Bauchart).
Chaillot era limitato a est dalla palude che si estendeva intorno a Parigi nel luogo del corso preistorico della Senna che si univa al corso attuale vicino all'attuale place de l'Alma, poi dalla grande fognatura che gli succedette, a ovest dalla foresta di Rouvray, attuale Bois de Boulogne, a nord dalla signoria di Villiers-Neuilly. Il limite settentrionale di Chaillot, attraverso le attuali avenue des Champs-Élysées e avenue de la Grande Armée, risale alla creazione di questa nuova strada per Neuilly-sur-Seine nel XVIII secolo, raddoppiando l'antico chemin de Neuilly corrispondente all'attuale avenue des Ternes.
La signoria di Chaillot, passata nel 1684 al monastero della Visitazione, non era molto estesa: non superava place de l'Etoile a nord e rue Lauriston a est; il suo confine con Passy era costituito da rue Vineuse e rue Marietta-Alboni.

## Storia
Primo villaggio a ovest di Parigi, prolungamento del decumano verso l'orientale Charonne, Chaillot uscì dall'isolamento nel XVI secolo con la costruzione di un castello per la regina Caterina de' Medici, di altre grandi residenze e poi di edifici religiosi, in particolare il monastero della Visitazione. Nel 1659 divenne ufficialmente un faubourg della capitale.
Diviso nel 1785 dalla cinta daziaria di Parigi, la sua parte abitata integrava il I arrondissement. Sotto il Primo Impero, il progetto di un palazzo per il re di Roma, sulla collina, venne abbandonato ma fu seguito da diversi bozzetti architettonici (statue monumentali, insediamenti abitativi, ecc.). Un quartiere di Chaillot fu costituito nel 1860 all'interno del nuovo XVI arrondissement. Il palazzo del Trocadéro vi fu costruito in occasione dell'Esposizione Universale del 1878, attorno alla quale sorsero numerosi edifici residenziali. Il palazzo cedette il posto al Palazzo di Chaillot nel 1935 per l'Esposizione internazionale del 1937.

Il sito di Chaillot
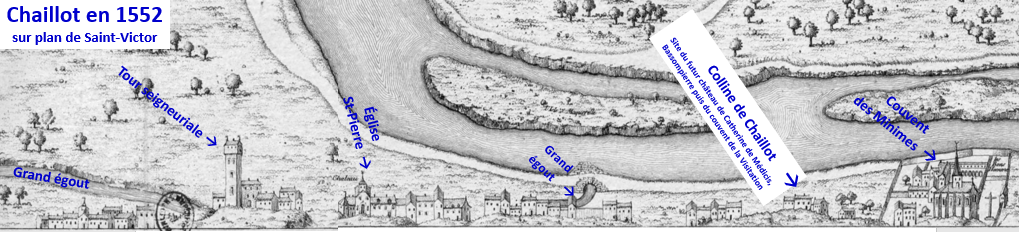
Chaillot nel 1552.

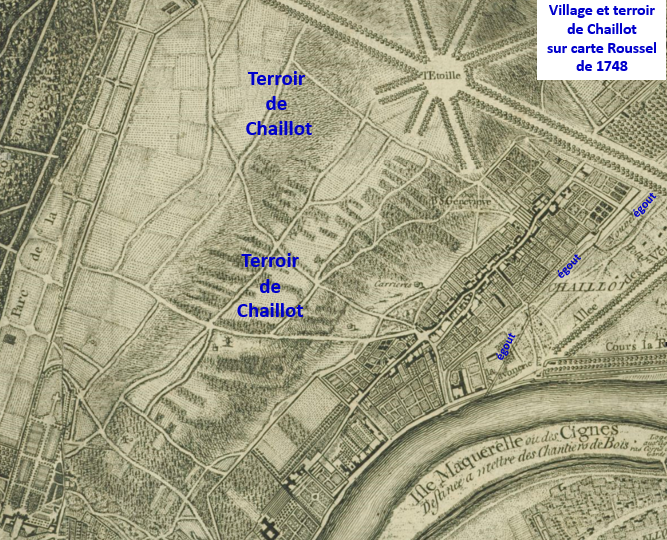
Territorio di Chaillot (1748).
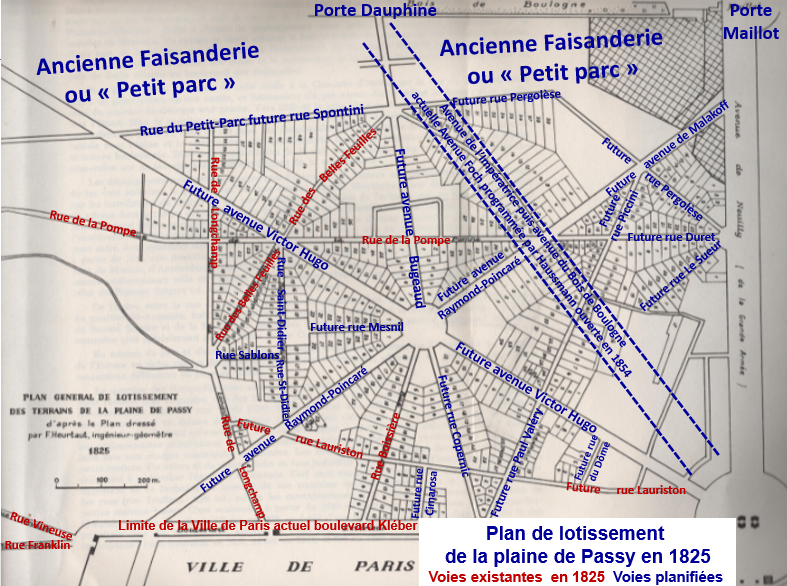
Lottizzazione della piana di Passy (1825).
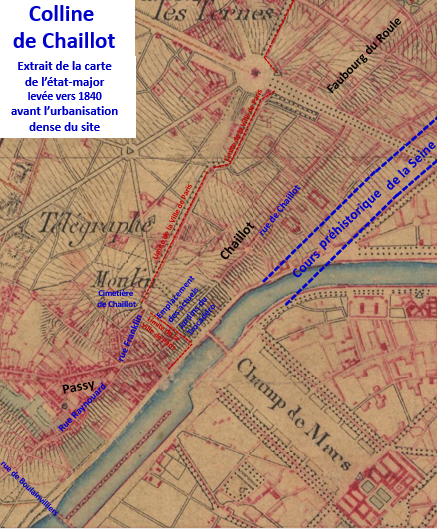
Collina di Chaillot (1840).
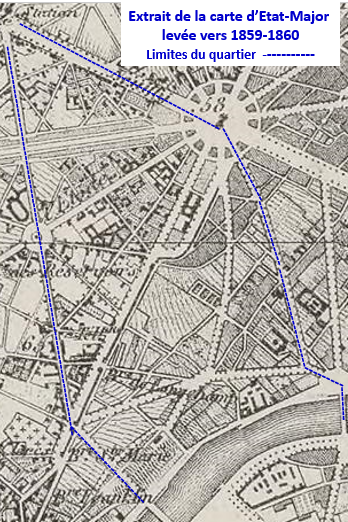
Il quartiere di Chaillot (1859-1860).

## Nella letteratura
- Agnès de Chaillot, parodia rappresentata nel 1723 al Théâtre de la comédie italienne.[7]
- Chaillot, in quanto vicino a Parigi, è citato nella Storia del cavaliere Des Grieux e di Manon Lescaut (Histoire du chevalier Des Grieux et de Manon Lescaut), scritta da Antoine François Prévost e pubblicata nel 1731: «Elle me fit entendre qu’elle aurait du regret à quitter Paris. Je craignais tant de la chagriner, qu’il n’y avait point de hasards que je ne méprisasse pour lui plaire ; cependant, nous trouvâmes un tempérament raisonnable, qui fut de louer une maison dans quelque village voisin de Paris, d’où il nous serait aisé d’aller à la ville lorsque le plaisir ou le besoin nous y appellerait. Nous choisîmes Chaillot, qui n’en est pas éloigné.»[8]
- La pazza di Chaillot (La Folle de Chaillot), commedia di Jean Giraudoux, rappresentata nel 1945 al Théâtre de l'Athénée di Parigi.